# Gezondheidszorgpsycholoog
Gezondheidszorgpsycholoog, ook wel GZ-psycholoog, is sinds 1998 in Nederland een wettelijk beschermde titel; die alleen gevoerd mag worden door iemand die na de universitaire opleiding tot psycholoog een post-academische opleiding tot gezondheidszorgpsycholoog heeft afgerond én geregistreerd is in het BIG-register. Een GZ-psycholoog is een generalist en is overal binnen de gezondheidszorg inzetbaar.

## Algemeen
Nederland telt op 2 januari 2025 19.984 GZ-psychologen. Daarvan hebben er 2.978 zich gespecialiseerd tot klinisch psycholoog of klinisch neuropsycholoog.
GZ-psychologen die zich niet gespecialiseerd hebben richten zich veelal op kort-durende hulpverlening, voor lichte tot matig complexe psychische problemen. Dit kan uiteenlopen van behandeling van stoornissen als angst en depressie tot problemen die samenhangen met lichamelijke ziekten of handicaps. Over het algemeen is een behandeling klachtgericht en kortdurend van aard. Indien mogelijk wordt gewerkt met wetenschappelijk onderbouwde (evidence-based) behandel-protocollen en -richtlijnen.

## Geschiedenis
De Wet op de beroepen in de individuele gezondheidszorg (Wet BIG) verving in 1993 de Wet uitoefening geneeskunde uit 1865. Aanvankelijk gold naast de psychotherapeut ook de klinisch psycholoog als een basisberoep, maar binnen de individuele geestelijke gezondheidszorg ontstond behoefte aan een meer generalistisch werkende psycholoog, die korte behandelingen kon uitvoeren. Dit resulteerde in 1995 in een wijziging van de wet, zodat de klinisch psycholoog als basisberoep in de Wet BIG verviel en vervangen werd door de gezondheidszorgpsycholoog. Voor bestaande gevallen werd een overgangsregeling getroffen: op grond van eerdere registraties, opleiding en werkervaring werd bepaald of een directe registratie mogelijk was of dat eerst een aanvullende opleiding nodig was.
Een klinisch psycholoog is sinds 2006 een gz-psycholoog die erkend is als specialist (te weten, ingeschreven in een specialistenregister, conform artikel 14 van de wet BIG), met een verdere postdoctorale opleiding (hetzelfde geldt voor de klinisch neuropsycholoog).

## Opleiding
De opleiding tot gezondheidszorgpsycholoog (gz-opleiding), die voldoet aan de eisen neergelegd in het Besluit gezondheidszorgpsycholoog, is van start gegaan in 1998. Het ministerie van Volksgezondheid, Welzijn en Sport (VWS) heeft een zestal aan universiteiten verbonden instellingen aangewezen die binnen de eigen regio de opleiding verzorgen.
De gz-opleiding is een postdoctorale opleiding die toegankelijk is voor afgestudeerden in de psychologie of pedagogiek, of in de afstudeerrichting geestelijke gezondheidskunde van de gezondheidswetenschappen (het wettelijk besluit omschrijft welke onderdelen de opleiding moet omvatten). Daarnaast dient onder supervisie een drietal diagnostische casussen met een voldoende resultaat te worden afgerond, waarna het Landelijk overleg van GGZ-Opleidingsinstellingen (LOGO) een verklaring kan afgeven dat aan alle toelatingseisen is voldaan.
De opleiding tot gz-psycholoog is een voltijds opleiding (van twee jaar) die ook in deeltijd gevolgd kan worden (mits binnen vier jaar afgerond). De opleiding bestrijkt ten minste 3600 uur, waarvan 810 uur (theoretisch en praktisch) onderwijs, en minimaal 2790 uur werkervaring in de klinische praktijk. Deze werkervaring dient minimaal te omvatten:
- het uitvoeren van psychodiagnostisch onderzoek
- het stellen van indicaties
- het toepassen van psychologische, pedagogische en psychotherapeutische behandelingsmethoden.

De opleiding beoogt breed en generalistisch te zijn. Diverse instellingen hebben er toch voor gekozen om verschillende accent-opleidingen aan te bieden, gekoppeld aan leeftijdscategorieën.

## Werkveld
De gezondheidszorgpsycholoog kan in uiteenlopende werk-kringen werkzaam zijn. Ongeveer de helft werkt in de geestelijke gezondheidszorg, hetzij vrijgevestigd, hetzij verbonden aan een instelling. In het laatste geval werken gz-psychologen samen met psychiaters, psychiatrisch verpleegkundigen, psychotherapeuten, klinisch psychologen of klinisch neuropsychologen. In een behandelteam kan de coördinatie van de werkzaamheden tot de taken behoren.
Maar zij werken ook in ziekenhuizen, de ouderenzorg, de (verstandelijk) gehandicapten-zorg, jeugdzorg, de verslavingszorg, scholen, enz.